# Оронций (лунный кратер)
Кратер Оронций (лат. Orontius) — большой древний ударный кратер в южном полушарии видимой стороны Луны. Название присвоено в честь французского математика и картографиста Оронция Финеуса (1494—1555) и утверждено Международным астрономическим союзом в 1935 г. Образование кратера относится к донектарскому периоду.

## Описание кратера

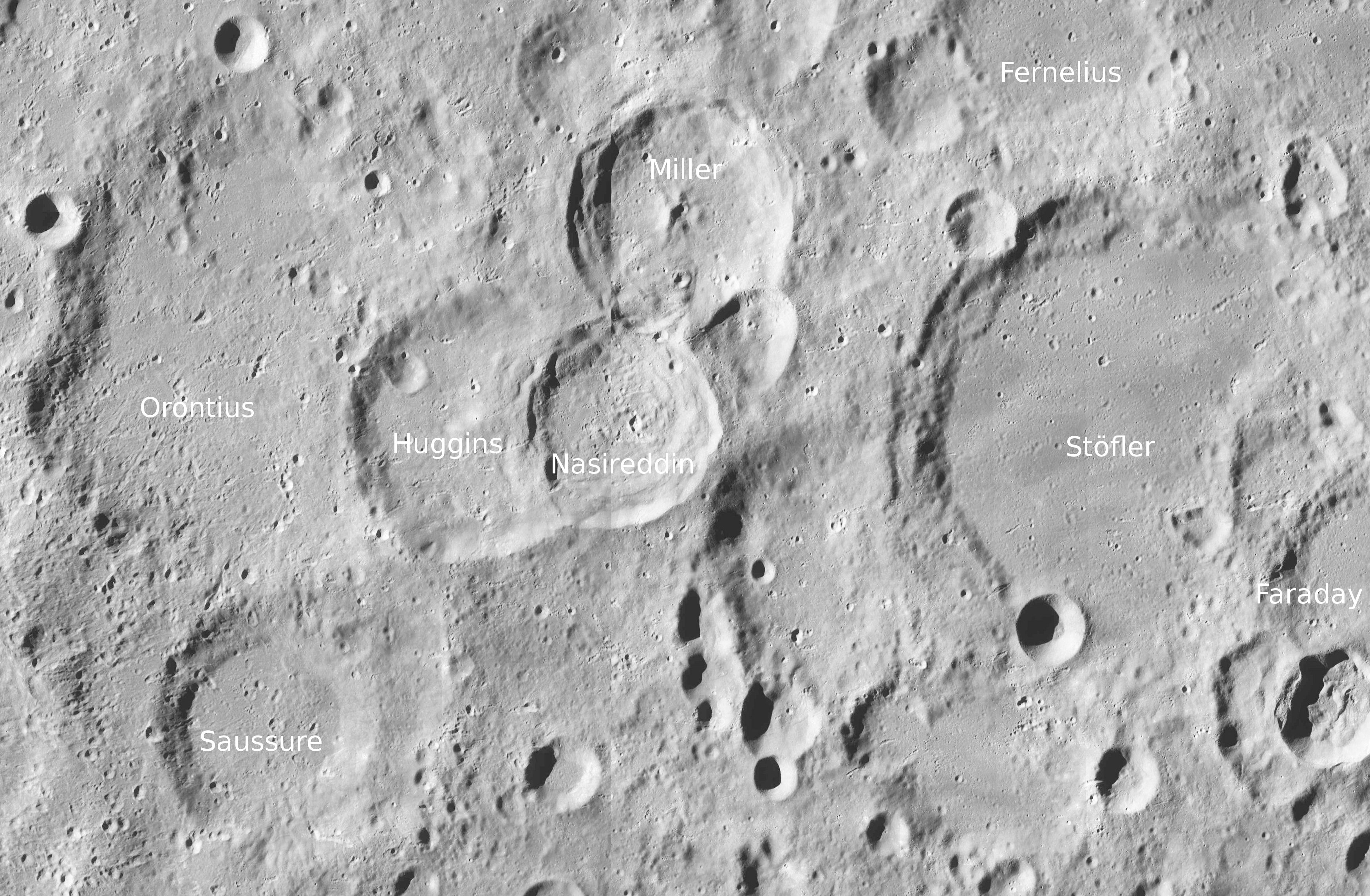
Окрестности кратера Оронций. Снимок зонда Lunar Reconnaissance Orbiter.

Ближайшими соседями кратера являются кратер Сассерид на западе-северо-западе; кратер Болл на северо-западе; кратер Лексель на севере; кратер Хеггинс перекрывающий юго-восточную часть кратера Оронций; кратер Соссюр на юге и кратер Пикте на юго-западе. Селенографические координаты центра кратера 40°22′ ю. ш. 3°58′ з. д. / 40,37° ю. ш. 3,96° з. д., диаметр 121 км, глубина 3370 м.
Кратер Оронций имеет полигональную форму и значительно разрушен. Вал сглажен, восточная и южная части вала спрямлены, западная часть вала перекрыта двумя крупными кратерами, образовавшими впадины. Северная и южная части вала практически сравнялись с окружающей местностью, лучше всего сохранились западная и юго-западные части. Высота вала над окружающей местностью достигает 1510 м, объем кратера составляет приблизительно 11100 км³. Дно чаши относительно ровное, с обилием небольших одиночных холмов и коротких хребтов. Юго-восточная часть чаши перекрыта кратером Хеггинс, северная – сателлитным кратером Оронций F.

## Сателлитные кратеры

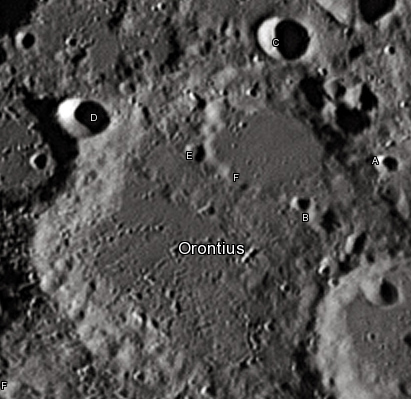
Снимок Девида Кемпбелла.

| Оронций | Координаты                                          | Диаметр, км |
| ------- | --------------------------------------------------- | ----------- |
| A       | 39°07′ ю. ш. 2°36′ з. д. / 39,12° ю. ш. 2,6° з. д.  | 6,7         |
| B       | 39°58′ ю. ш. 3°10′ з. д. / 39,96° ю. ш. 3,16° з. д. | 8,8         |
| C       | 37°58′ ю. ш. 4°07′ з. д. / 37,97° ю. ш. 4,11° з. д. | 14,5        |
| D       | 39°25′ ю. ш. 6°12′ з. д. / 39,41° ю. ш. 6,2° з. д.  | 14,2        |
| E       | 39°35′ ю. ш. 4°49′ з. д. / 39,59° ю. ш. 4,82° з. д. | 7,1         |
| F       | 39°14′ ю. ш. 3°56′ з. д. / 39,23° ю. ш. 3,93° з. д. | 41,4        |

## См.также
- Список кратеров на Луне
- Лунный кратер
- Морфологический каталог кратеров Луны
- Планетная номенклатура
- Селенография
- Минералогия Луны
- Геология Луны
- Поздняя тяжёлая бомбардировка